# 箕面まつり
箕面まつり（みのおまつり）は、大阪府箕面市で行われる祭。
市制施行30周年のプレイベントとして実施された1986年（昭和61年）から毎年開催されている。年によって前後することもあるが、おおむね7月の最終土曜日から日曜日にかけて行われる。
箕面市芦原公園内のときめき広場に設置する屋外ステージでのイベントをはじめ、その周辺の公共施設などにおける屋内外の各種イベント、出店、市役所から箕面駅前までのパレードなどが行われている。また、7月から8月にかけて開催される地域イベントを「関連イベント」と位置づけ、箕面まつり推進協議会が支援している。

## ポスター
箕面まつりの宣伝に使われるポスターは、毎年箕面まつり推進協議会が公募している。

## 位置情報
- 芦原公園 北緯34度49分51.03秒 東経135度28分20.80秒 / 北緯34.8308417度 東経135.4724444度